# Triinu Kivilaan
Triinu Kivilaan é uma cantora e modelo estoniana, mais conhecida por ser ex-membro da banda Vanilla Ninja

## Discografia
Álbuns de estúdio
- 2005: Blue Tattoo no Vanilla Ninja
- 2008: Now and Forever

Singles
- 2008: "Home"
- 2008: "Fallen"
- 2008: "Be With You"
- 2009: "Is It Me"